# Paramysis inflata
Paramysis inflata är en kräftdjursart som först beskrevs av Georg Ossian Sars 1907.  Paramysis inflata ingår i släktet Paramysis och familjen Mysidae. Inga underarter finns listade i Catalogue of Life.